# Cerkev sv. Klimenta in Pantelejmona, Ohrid
Cerkev sv. Klimenta in Pantelejmona (makedonsko Црква Свети Климент и Пантелеjмон, latinizirano: Crkva Sveti Kliment i Pantelejmon; grško Άγιοι Κλήμης και Παντελεήμων, latinizirano: Agioi Klēmēs kai Panteleēmōn) je bizantinska cerkev v Ohridu v Severni Makedoniji. Pripisujejo jo sv. Klimentu Ohridskemu, učencu sv. Cirila in Metoda. Arheologi so prišli do prepričanja, da cerkev stoji na mestu, kjer so se prvi učenci glagolice (ki se je uporabljala za prevod Svetega pisma v staro cerkveno slovanščino) učili v Prvem bolgarskem cesarstvu.

## Zgodovina
Prvotna cerkev naj bi bila zgrajena, ko je sv. Kliment prispel v Ohrid na zahtevo Borisa I. Bolgarskega in obnovil staro cerkev. Viri pravijo, da sv. Kliment ni bil zadovoljen z velikostjo cerkve in je zato nad njo zgradil novo in ji določil sv Pantelejmona za zavetnika.
Sv. Kliment je svojo novo zgrajeno cerkev uporabljal kot liturgično stavbo in prostor za poučevanje svojih učencev v stari cerkveni slovanščini in glagolici. Kliment je bil po smrti leta 916 pokopan v cerkvi; njegova grobnica obstaja še danes.
V 15. stoletju so Osmanski Turki cerkev preuredili v mošejo, v začetku 16. stoletja pa so dovolili obnoviti porušene samostane in cerkve, torej tudi cerkev sv. Klimenta. Cerkev je bila ponovno porušena ob koncu 16. stoletja ali v začetku 17. stoletja in Osmani so postavili drugo mošejo, imenovano Imaret mošeja (turško İmaret Camii). Imaret mošeja je bila leta 2000 porušena z razlogom, da je bila zgrajena na ostankih cerkve na območju Plaošnika, nekdanja mošeja pa je bila dodana na seznam poškodovanih verskih objektov, ki ga je pripravila Islamska verska skupnost Makedonije.

## Arhitektura
Številni arheologi menijo, da je cerkev načrtoval in zgradil sam Kliment. Skupaj z Naumom iz Preslava, bi uporabil cerkev kot osnovo za poučevanje glagolice in cirilice za pokristjanjene bolgarske Slovane, s čimer bi jo naredili za univerzo.
Cerkev stoji na hribu, ki je danes znan kot Plaošnik in gleda na Ohridsko jezero. Kliment je zgradil svojo cerkev na obnovljeni cerkvi in petdelni rimski baziliki (ostanki bazilik so še vidni zunaj cerkve). Sodeč po arhitekturnem slogu in zasnovi cerkve raziskovalci pravijo, da je sv. Kliment svojo stavbo nameraval narediti za literarno šolo za učence, zato naj bi bila prva in najstarejša ukinjena univerza v Evropi.
Zunanjost cerkve vsebuje veliko število mozaikov s finimi podrobnostmi nedaleč od kamnitega krstnega kamna, s katerim so krščevali njegove učence.

## Rekonstrukcija in izkopavanja
Poleg številnih rekonstrukcij cerkve med obdobjem Osmanskega cesarstva, je bila nedavno deležna obsežne rekonstrukcije in izkopavanj. Obnova se je začela 8. decembra 2000, fizična cerkev pa je bila v celoti obnovljena do 10. avgusta 2002. Večina relikvij sv. Klimenta je bila vrnjena v cerkev. Obnovljen je bil delno porušen zvonik na desni strani cerkve, tla v notranjosti cerkve pa so bila rekonstruirana z marmorjem. Obnova je bila izvedena ročno z materiali, uporabljenimi za gradnjo prvotne cerkve. Stroji so bili uporabljeni le za poliranje notranjosti med obnovo cerkve. Prva izkopavanja cerkve je leta 1943 izvedel prof. Dimche Koco. Izkopavanja znotraj cerkve so razkrila rove in kripte. Načrtovana so bila nadaljnja izkopavanja, da bi odkrili več ostankov pod cerkvijo, vključno z več ruševinami rimske bazilike, ki je tam stala (stebri zunaj cerkve podpirajo zamisel o več ostankih).
10. oktobra 2007 so arheologi med izkopavanjem cerkve odkrili zbirko približno 2383 beneških kovancev. Ugledni arheolog Severne Makedonije, Pasko Kuzman, je izjavil, da so kovanci posebnega pomena, ker nakazujejo, da sta bila Ohrid in Benetke komercialno povezana.

### Gradnja
Za gradnjo na cerkvi po projektu arhitekta Tanja Paskali Buntašeska, iz Ohridskega zavoda in muzeja ( Охридскиот завод и музеј), pri kateri je sodelovalo okoli 200 strokovnih oseb in gradbenikov, je bilo porabljenih nad 1 milijon evrov v največjem delu državnih sredstev. Temeljni kamen je bil položen leta 2000. Obnova je temeljila na domnevni podobi, na temeljih stare cerkve, za primer pa so bile vzete cerkve iz Ohrida in okolice, ki kronološko pripadajo določenim fazam sv. Pantelejmon.
Grob sv. Klimenta v novi cerkvi je na stari nagrobni konstrukciji, ves pod steklom, nad njim pa je marmorni sarkofag, v katerem je krsta z relikvijami. Na južni strani grobnice sta ikoni svetega Klimenta in sv. Pantelejmona. Na drugi strani je v niši lesena skulptura svetega Klimenta iz 13. stoletja, najdena v cerkvi svete Device Perivlepte. V in okoli novozgrajene cerkve so steklena tla za ogled ostankov starega templja.
Posebej so predstavljene ohranjene freske v spodnjih conah notranjosti, saj je tempelj kulturni spomenik. Od izvirnikov so ohranjeni temelji stebrov in kostnica v osrednjem delu templja. Na teh mestih je postavljeno debelo steklo, tako da si obiskovalci lahko ogledajo celotno konstrukcijo cerkve.
Tudi stari deli ohranjene arhitekture so ločeni s pločevino - v spodnjih conah, tik nad temelji. Na zunanjem, severnem delu so sledovi Sultan-Mehmedove (Imaret) mošeje, tako da so tudi sledovi osmanskega obdobja.
Zvon tehta tri tone in je bil izdelan v livarni v Veroni s 400-letno tradicijo. Zvon ima vlite detajle z versko tematiko iz Stare in Nove zaveze ter podatke in like ustanoviteljev.

## Običaji
Ker je cerkev ena najbolj svetih v Severni Makedoniji, se na tisoče makedonskih pravoslavnih kristjanov zbere pri Plaošniku ob velikih verskih praznikih, kot sta velika noč in božič, da bi praznovali in sodelovali pri liturgijah.

## Galerija
- Zvonik ob strani cerkve. Ikona nad vhodom prikazuje sv. Klimenta in sv. Pantelejmona
- Arheološka izkopavanja na Plaošniku
- Pogled na zadnjo stran
- Pogled na zadnjo stran
- Vhod
- Podroben arhitekturni slog cerkve
- Krstilnica in okoliška mozaična tla zgodnjekrščanske bazilike